# Midtina

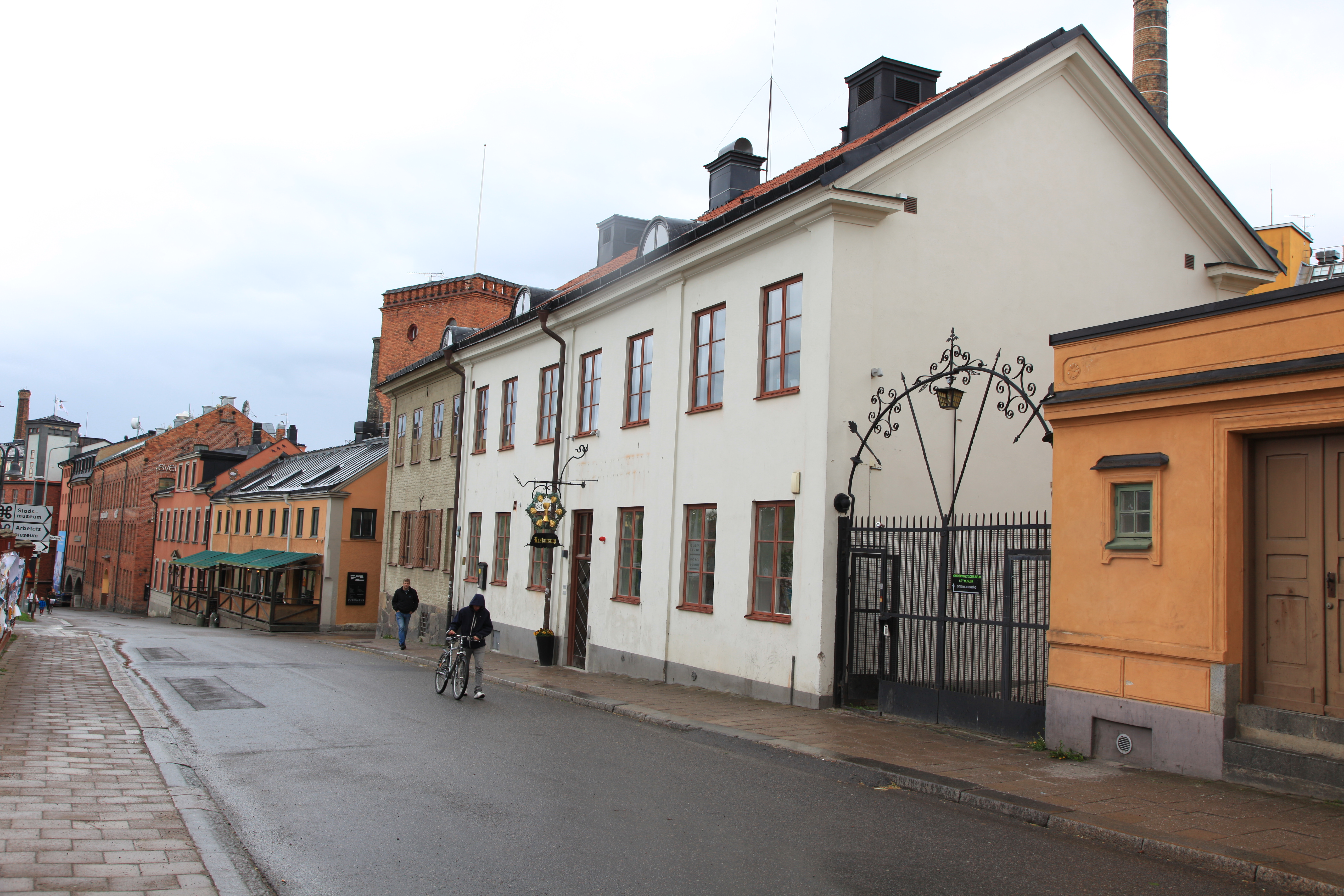
Västgötegatan i Midtina, med Knäppingen.

Midtina är ett informellt namn på ett område i stadsdelen Nordantill i Norrköping.
Midtina är Norrköpings äldsta stadsbebyggelse, med undantag av vissa holmar i Motala ström. De består av ett antal kvarter med ett gatunät med delvis medeltida karaktär, Den bevarade en ålderdomlig karaktär till början av 1900-talet, då en ny gata drogs genom området och en mer omfattande fabriksnybyggnad ägde rum mot Motala ström. Västgötegatan, som går i väst-östlig riktning genom den södra delen av området, är den enda gatan i Norrköping som helt har bevarat sin medeltida sträckning. Midtina avgränsas ungefärligen av Motala ström i söder och öster, av Bredgatan i norr och av Skvallertorget i väster. Benämningen Midtina anses ha lokalt ursprung och syfta på områdets centrala belägenhet.
År 1905 ändrades kvartersindelningen i öster mot Motala ström genom att den krokiga och smala Trångsundsgatan lades igen och ersattes av en förlängning söderut av Garvaregatan fram till Västgötegatan. Bredgatan kortades av, så att den inte längre sträckte sig fram till Motala ström. Öster om Bredgatan mot Motala ström anlades bland annat en stor fabrik för AB Nyborgs yllefabrik 1906–07 och en för ylleväveriet AB Törnell & Ringström 1910, senare tillbyggd 1920. En liten rest av Trångsundsgatan finns kvar, liksom Norra Bryggaregatan, numera benämnd Mäster Påvels gränd. 
Under 1960-talet revs många byggnader, bland annat utefter Västgötegatan, Från 2010-talet har det centrala kvarteret börjats fyllas igen med bostadshus.